# Concussão

A aceleração (força g) pode exercer forças rotacionais no cérebro, especialmente no mesencéfalo e no diencéfalo.

Concussão é um dano nas funções cerebrais após um traumatismo craniano. Caracteriza-se pela presença de sintomas neurológicos sem nenhuma lesão identificada, mas com danos microscópicos, dependendo da situação, reversíveis ou não.
Podem ocorrer perda da consciência, prejuízo da memória, cefaleia, náuseas e vômitos, distúrbios visuais e da movimentação dos olhos.
A concussão cerebral é a perda da consciência de curta duração, que acontece logo após um traumatismo craniano (bater com a cabeça).
Uma concussão pode deixar o indivíduo um pouco confuso, com dor de cabeça e com uma sonolência anormal, podendo ser acompanhada de tontura, dificuldade de concentração, esquecimento, depressão, falta de sensibilidade ou de emoções e ansiedade.
Diferente da contusão, as concussões causam uma disfunção cerebral temporária, sem apresentar fratura do crânio ou feridas na cabeça. Elas podem ocorrer mesmo após um traumatismo crânio-encefálico menor, dependendo da intensidade com que o cérebro foi mobilizado no interior da caixa craniana.
A maioria dos indivíduos se recupera completamente em algumas horas ou dias, sem necessitar de nenhum tipo de tratamento específico. Mas, é necessário que este fique sob observação médica por pelo menos 12 horas. Durante este tempo, recomenda-se fazer uma ressonância magnética ou tomografia computadorizada para verificar a integridade cerebral. Caso os sintomas da concussão persistam, novos exames são feitos e, dependendo da avaliação médica, o tratamento é expandido, podendo envolver soluções farmacológicas.